# Swertia abyssinica
Swertia abyssinica är en gentianaväxtart som beskrevs av Ferdinand von Hochstetter. Swertia abyssinica ingår i släktet Swertia och familjen gentianaväxter. Inga underarter finns listade i Catalogue of Life.